# 广州广播电视台电视新闻节目列表
以下是广州市广播电视台电视新闻节目部所制作的新闻和政论节目列表。

## 早上时段

### 广州早晨（已停播）
《广州早晨》是广州电视台综合频道的晨间新闻节目，形式类似《香港早晨》。节目有多个环节，除新闻和即时路况外，亦包括天气预报、报纸摘要、时事评论和书评等，本节目目前已停播。過去主要由廣州電視台所聘的首位員工林曦擔任播音員。

### 午间新闻（已停播）
《午间新闻》是广州电视台综合频道的午间时段新闻节目，之前以普通话播出，但在2010年因收视率问题改为粤语播出。节目后段会播出部分网站（如新浪、网易或新华网等）的首页头条，节目结束后会播出天气预报和中国城市报道。2012年6月尾新增佛山新闻板块（由佛山电视台制作），板块不定时播出，2018年12月31日起取消佛山新闻板块。本节目于2022年4月28日播出最后一期，4月29日正式停播，原播出本节目的时段改为播出《湾区全媒睇》（由广州台和香港电台联合制作）。

### 中国城市报
《中国城市报道》主要播出中国大陆地区的社会新闻，以普通话播出，节目时长约20分钟。节目曾经以粤语和普通话分开播出，但后来已被取消。节目由全国城市电视台新闻交换中心制作，该中心是在中国广播电视协会城市广播电视台（电视新闻）委员会直接指导和管理下，由广州市广播电视台具体操作的负责全国城市台新闻和专题节目交换的专门机构。该节目亦在全国其他城市的电视台播出（例如惠州电视台，南京电视台等曾播出，后取消），但节目开头和结尾问候语与广州台播出的版本完全不同，有的电视台会播出相对较旧，且没有字幕的版本（有删节）。

### 羊城论坛
又名《城市民生论坛》，模式参照香港的《城市论坛》。广州台声称羊城论坛是中国大陆最早举办的政论性电视论坛。若播出季播节目（例如《岭南英雄传》）则会提前播出。

### 行风面对面
政府官员访谈节目，原名《沟通无界限》，于2013年更名，节目主要以普通话为主，观众也能以粤语提问。形式类似美国的《Meet the Press》，但有部分会在大型演播室录制，并邀请观众参与。2006年开始推出行风大家谈特别节目，接受市民对政府的建议或投诉。
广州台英语频道也曾经播出类似行风面对面的节目《时政访谈》（Agenda），但只在小型演播室录制。现已停播。

## 黄金时段
综合频道会在黄金时段第1档电视剧的第1集和第2集之间播出新闻快讯。

### 今日报
今日报道是广州电视台综合频道的黄金时段新闻节目，现於每日17:30播出，节目曾经过多次改版，節目包括当日新闻外，亦包括评论专栏《今日点一点》。节目结束后也会播出天气预报。本节目的主题曲由电影最佳拍档的主题曲改编。
最街拍档于2011年12月5日开播，主要播出社区相关的新闻和介绍周边美食和商店，又会登出市民的投诉和在微博上网友的爆料。之前曾播出《拍挡笑通街》栏目，内容类似國外惡作劇搞笑錄像，但已停播。
2017年11月30日，《今日报道》播出最后一期直播，并在次日起与《最街拍档》合并为《今日报道之最街拍档》。

### 广州新闻联播
广州新闻联播是广州广播电视台综合频道夜间时段的普通话新闻节目，播出时间为每晚22:30，以播出主旋律时政新闻为主，前身为粤语《夜间新闻》以及普通话《经济新闻》。

## 直播广州
《直播广州》是广州广播电视台新闻频道新闻节目的统称，由2010年11月28日开始推出，新聞時事評論節目《新聞日日睇》、个人意见节目《城市话题》、娱乐新闻节目《粤夜粤娱乐》、访谈节目《晚安广州》、财经評論節目《一周财经热话》和类似警讯的节目《警视》。

## 现任员工
| 广州综合频道新闻节目粤语主播（新闻中心）        | 广州综合频道新闻节目粤语主播（新闻中心） | 广州综合频道新闻节目粤语主播（新闻中心） | 广州综合频道新闻节目粤语主播（新闻中心） | 广州综合频道新闻节目粤语主播（新闻中心） |
| 广视新闻/午间新闻                               | 广视新闻/午间新闻                        | 广视新闻/午间新闻                        | 广视新闻/午间新闻                        | 广视新闻/午间新闻                        |
| ----------------------------------------------- | ---------------------------------------- | ---------------------------------------- | ---------------------------------------- | ---------------------------------------- |
| 林刚                                            | 梁志皋                                   | 高晞                                     |                                          |                                          |
| 广州综合频道新闻节目体育主播（新闻中心）        |                                          |                                          |                                          |                                          |
| 辛晓聪1 （兼体育记者）                          | 姚毅鸣 （兼体育记者主播）1、3            | 李震宇 （兼体育记者）1                   |                                          |                                          |
| 今日报道主播及主持人                            |                                          |                                          |                                          |                                          |
| 梁 刚 （主播）                                  | 黄佳殷 （主播兼任记者）4                 | 徐瑾 （记者兼任主持人）4                 | 高 晞 （记者兼任主持人）3                |                                          |
| 夜间新闻/新闻提要                               |                                          |                                          |                                          |                                          |
| 李 欣                                           | 李金玲                                   |                                          |                                          |                                          |
| 广州早晨                                        |                                          |                                          |                                          |                                          |
| 林曦                                            | 罗洁                                     | 王燕                                     | 邹志东（评论员）                         |                                          |
| 广州正点等其他新闻节目                          |                                          |                                          |                                          |                                          |
| 张小颖2                                         | 余菲                                     |                                          |                                          |                                          |
| 粤语主播（直播广州）                            |                                          |                                          |                                          |                                          |
| 何芸                                            | 黄晓嘉                                   | 陈旻旻                                   | 嘴记                                     | 帅亦雯                                   |
| 粤语主播（最街拍档）                            |                                          |                                          |                                          |                                          |
| 志仔                                            | 李双节                                   | 向安神                                   |                                          |                                          |
| 普语主播                                        |                                          |                                          |                                          |                                          |
| 高骞                                            | 郑敏                                     | 易鸣                                     | 李杨                                     | 罗丹                                     |
| 广州综合频道新闻节目（新闻中心-新闻部）记者     |                                          |                                          |                                          |                                          |
| 马东明                                          | 杨嘉良                                   | 孙 宇                                    | 李嘉斌                                   | 姚毅鸣                                   |
| 韦 伟                                           | 郑瀚菁                                   | 陈 诚                                    | 林焯文 （司法）                          | 冼一峰                                   |
| 郭子桃                                          | 廖丽怡                                   | 成 茗                                    | 钟兴兴                                   | 利顺有 （文化活动）                      |
| 吴嘉薇                                          | 廖婧婧                                   | 王 晶                                    | 谭盛婷                                   | 陈碧莹                                   |
| 郭 欣                                           | 周颖怡 （医疗）                          | 余 勇                                    | 肖兆威                                   | 吳諾思3、4                               |
| 广州综合频道新闻节目（新闻中心-新闻部）外电编辑 |                                          |                                          |                                          |                                          |
| 敖康达                                          | 黄晓丹                                   |                                          |                                          |                                          |
| 广州综合频道新闻节目（新闻中心-新闻部）编审     |                                          |                                          |                                          |                                          |
| 郑 瑾                                           | 吴海清                                   |                                          |                                          |                                          |
| 已离职广州电视综合频道新闻节目粤语主播          |                                          |                                          |                                          |                                          |
| 张小莉 （任职广东广播电视台）                   | 罗莉 （主持《至经济》）                  | 尹捷 （去向未知）                        | 徐志勋（现凤凰卫视香港台（北美版）主播） |                                          |
| 广州综合频道新闻节目前记者                      |                                          |                                          |                                          |                                          |
| 田园                                            | 刘谦                                     | 曾毅铭                                   | 陈保强                                   |                                          |
| 许子东                                          |                                          |                                          |                                          |                                          |

注：1为广视新闻的体育主播；2为同时担任直播广州主播；3为今日报道主播；4为同时兼任主播和记者

## 外部連結
- 广州广播电视台电视新闻节目部网页